# Cyathea wendlandii
Cyathea wendlandii är en ormbunkeart som först beskrevs av Georg Heinrich Mettenius och Oskar Kuhn, och fick sitt nu gällande namn av Karel Domin. Cyathea wendlandii ingår i släktet Cyathea och familjen Cyatheaceae. Inga underarter finns listade.